# Culicoides capillosus
Culicoides capillosus är en tvåvingeart som beskrevs av Art Borkent 1997. Culicoides capillosus ingår i släktet Culicoides och familjen svidknott. Inga underarter finns listade i Catalogue of Life.